# Orgyia bicolor
Orgyia bicolor är en fjärilsart som beskrevs av Barend J. Lempke 1959. Orgyia bicolor ingår i släktet fjädertofsspinnare, och familjen tofsspinnare. Inga underarter finns listade i Catalogue of Life.